# Cempoala

Localisation de Cempoala

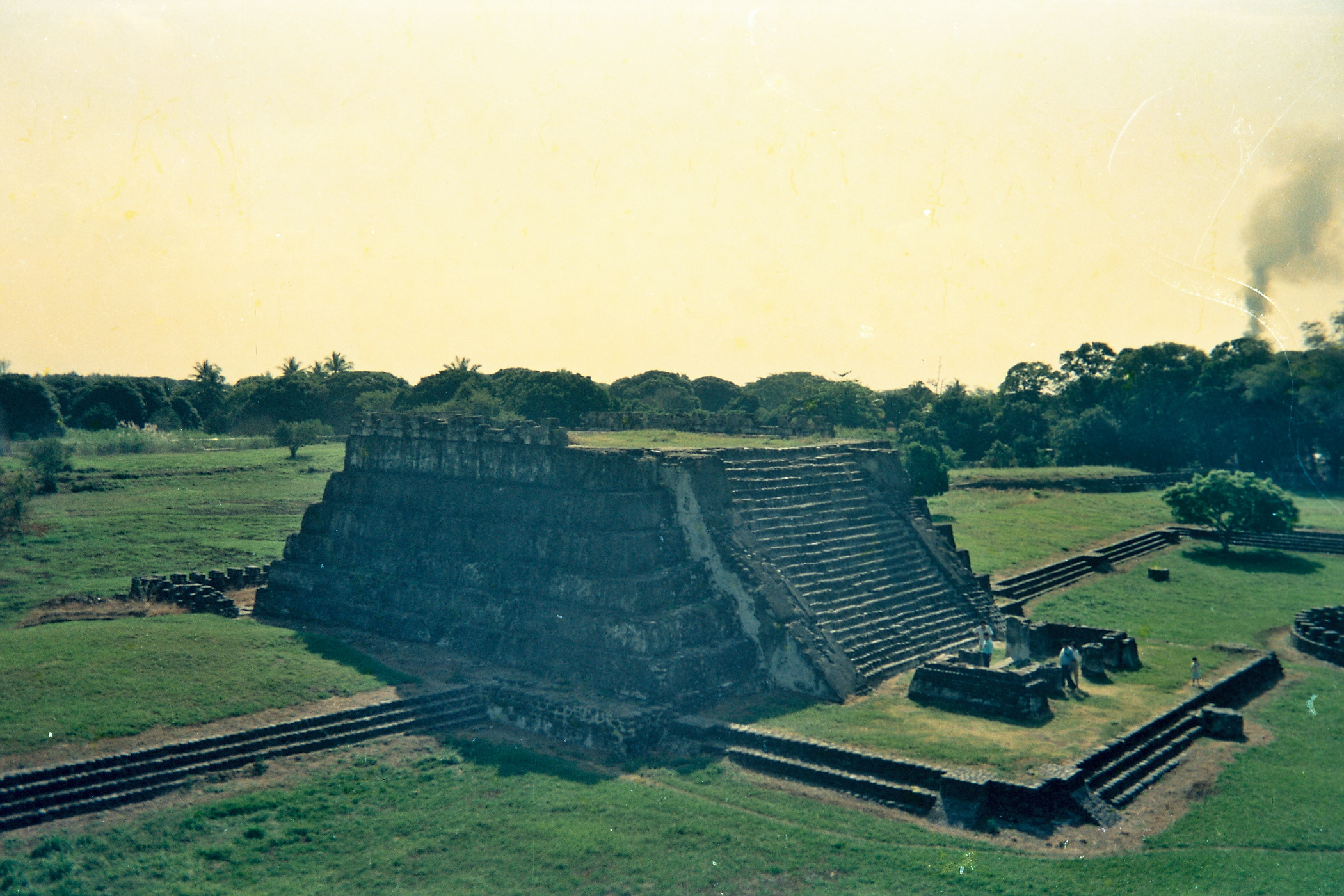
Vue de la pyramide de Cempoala

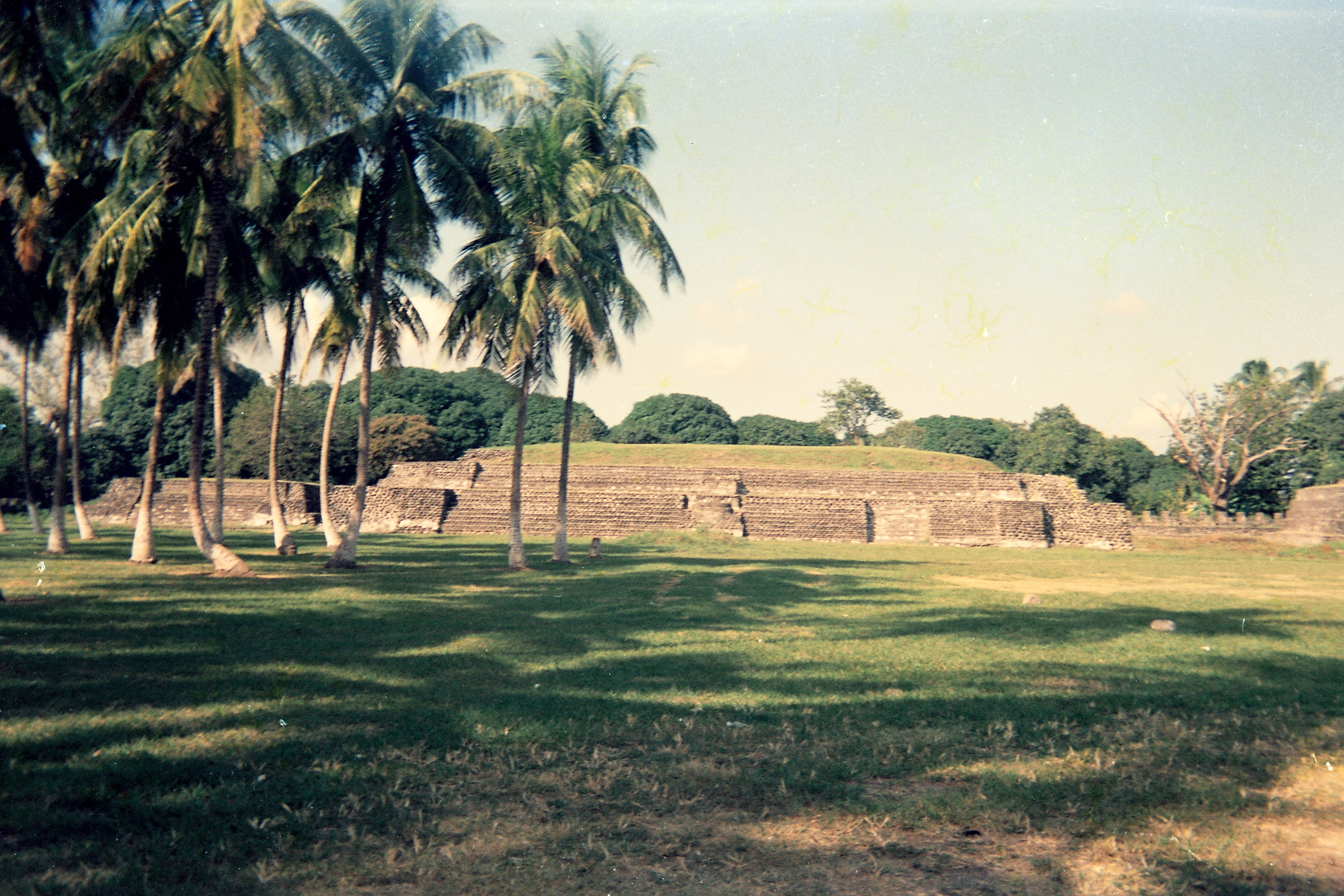
Vue de Cempoala

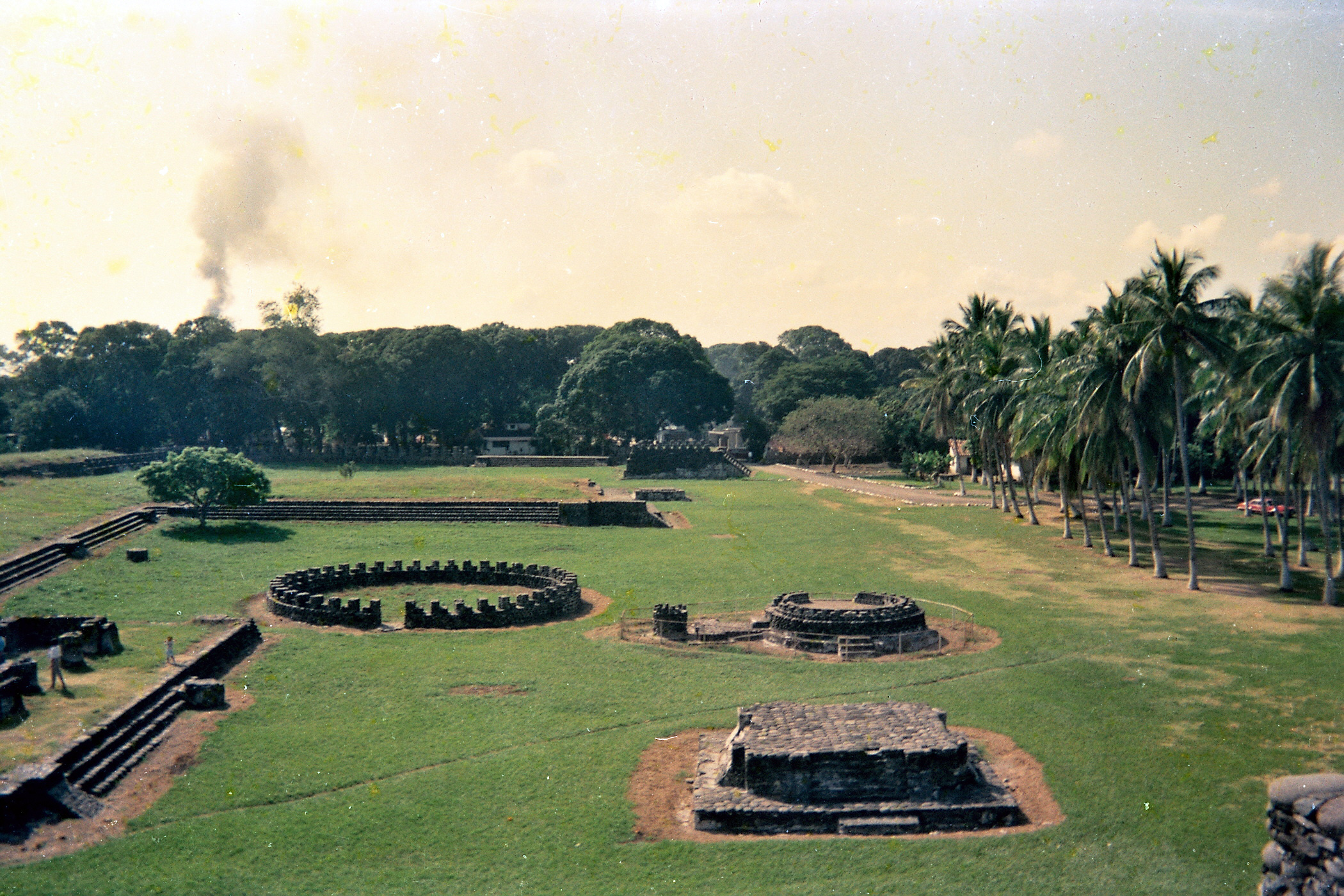
Vue des vestiges de Cempoala

Cempoala ou Zempoala était une ville méso-américaine très importante du Royaume Totonaque.
De nos jours, c'est une zone archéologique située sur le territoire de la municipalité de Úrsulo Galván, dans l'État de Veracruz, au Mexique.

## Origine du nom
En nahuatl, Cempoala signifie «endroit des vingt» («vingt» se dit «cempohualli» en nahuatl). Il en existe plusieurs interprétations, soit qu'il s'agisse des vingt affluents de l'Actopan, soit qu'un marché y ait été tenu tous les vingt jours, ou encore qu'il s'agisse des vingt villes qui dépendaient de Cempoala.

## Historique
La cité fut peuplée environ 1500 ans avant l'arrivée des Espagnols et on y retrouve une influence olmèque. Les Totonaques s'y installèrent plus tard et développèrent la ville, qui compta jusqu'à 25 000 - 30 000 habitants. 
Au milieu du XVe siècle, les Totonaques furent défaits par les armées aztèques de Moctezuma I et durent payer un lourd tribut annuel en envoyant plusieurs centaines d'enfants à Tenochtitlan, soit pour être sacrifiés aux dieux, soit pour servir d'esclaves. Aussi, quand les conquistadors d'Hernán Cortés arrivèrent, ils purent facilement s'allier avec les Totonaques contre les Aztèques.
À cette époque, Cempoala était une ville prospère. C'était le centre religieux et commercial le plus important de toute la partie est du Mexique. Les Espagnols la surnommaient Ville Vicieuse à cause des nombreuses fêtes et des énormes jardins et vergers dont elle regorgeait, sans compter le caractère festif et joyeux de ses habitants. Plus tard, elle fut connue sous le nom de Nouvelle Séville pour sa ressemblance, d'après les Espagnols, avec cette ville ibérique.
Après la victoire de Cortés et sa prise de pouvoir sur la Nouvelle-Espagne, les Totonaques se rendirent compte des conséquences de la conquête espagnole. Ils furent chassés et durent quitter la ville. Ils furent ensuite convertis au christianisme, interdits de pratiquer leurs cultes anciens et réduits en esclavage pour travailler dans les champs de canne à sucre des nouveaux seigneurs espagnols.
Vers 1575–77, une épidémie de variole décima la ville qui fut totalement abandonnée vers 1600. Les rares survivants partirent pour Xalapa et Cempoala tomba dans l'oubli jusqu'à ce que l'archéologue Francisco del Paso y Troncoso la redécouvre.
Dans ses environs, de nouvelles populations occupèrent peu à peu les lieux, jusqu'à former un nouveau hameau nommé El Agostadero, qui en grandissant encore devint San Jose de la Montaña. À la fin de la Révolution mexicaine naquit un mouvement anticlérical qui trouva dans le gouverneur Adalberto Tejeda un promoteur zélé. Il interdit aux communes de porter des noms de saints ou des noms à connotation religieuse, et le hameau reprit son nom antique de Cempoala.
De nos jours, c'est un centre historique protégé et administré par l'Instituto Nacional de Antropología e Historia (INAH) du Mexique. La zone archéologique se trouve à environ 350 km de Mexico

## Site archéologique
D'une superficie de 800 ha le site fut fouillé par en 1891-1892 par F. del Paso y Tronco, puis par J. García Payón en 1939. Les vestiges archéologiques actuels datent des XIVe et XVe siècles. Le site possède un centre cérémoniel de forme trapézoïdale. On y trouve le Grand Temple, semblable au Temple du Soleil de Tenochtitlan, et sur lequel on pratiquait également les sacrifices humains. Il y a aussi le Temple des Petits Visages (Edificio de las Caritas), qui doit son nom aux nombreux crânes de terre cuite qui décorent ses murs, le Temple de Quetzalcóatl et le Temple d'Ehécatl, le dieu du vent.